# NHL 16
NHL 16 — двадцать пятая видеоигра из серии NHL от EA Sports в жанре хоккейный симулятор, разработанная для консолей PlayStation 4, Xbox One, Xbox 360 и PlayStation 3. Игра вышла 15 сентября 2015 года в Северной Америке и 18 сентября в остальном мире.

## Лицо на обложке
Первоначально на обложке игры должны были изображены игроки «Чикаго Блэкхокс» Джонатан Тэйвз и Патрик Кейн. Однако из-за проводимого против Кейна расследования по подозрению в изнасиловании, компания Electronic Arts приняла решение убрать изображение Кейна с обложки игры и оставить одного Тэйвза.

## Нововведения
- В режим игры Hockey Ultimate Team можно будет играть вне сети.[2]

## Саундтрек
Хоть и игра использует оригинальные Оркестровые темы из игры NHL 15, игра содержит 10 песен, которые играли также в меню NHL: Legacy Edition.

## NHL: Legacy Edition
Это обновлённая версия NHL 15 для PlayStation 3 и Xbox 360 и была выпущена 9 сентября в Канаде и 15 сентября в США. Есть некоторые незначительные изменения, как, например, музыка в меню и логотип ЕА Sports для обложек альбомов.

## Отзывы
| Сводный рейтинг | Сводный рейтинг | Сводный рейтинг |
| Издание         | Оценка          | Оценка          |
| Издание         | PS4             | Xbox One        |
| --------------- | --------------- | --------------- |
| GameRankings    | 79,67 %         | 82,33 %         |